# Helen Flanders Dunbar
Helen Flanders Dunbar (* 14. Mai  1902 in Chicago,  Illinois; †  21. August 1959 in Connecticut) war eine US-amerikanische Psychiaterin, Ärztin und Hochschullehrerin. Sie erwarb Abschlüsse in Mathematik, Psychologie, Theologie, Philosophie und Medizin und gründete 1942 die American Psychosomatic Society.

## Leben und Werk
Dunbar war das älteste Kind des Elektrotechnikers, Mathematikers und Patentanwalts Francis William Dunbar (1868–1939) und der Ahnenforscherin Edith Vaughn Flanders (1871–1963). Sie wurde von Privatlehrern und an Privatschulen unterrichtet. 

### Ausbildung
Ihre Schulausbildung begann sie an der Laboratory School in Chicago und 1923 beendete sie ihr Studium in Mathematik und Psychologie mit einem Bachelor of Arts am Bryn Mawr College. 1924 erhielt sie an der Columbia University einen Master of Arts in Philosophie und promovierte dort 1929 ebenfalls in Philosophie. Sie spezialisierte sich auf mittelalterliche Literatur und den Philosophen Dante Alighieri, was sich auf ihre medizinische Praxis und ihre therapeutischen Ansätze auswirkte. Während ihres Studiums an der Columbia University war sie gleichzeitig am Union Theological Seminary eingeschrieben und bekam dort 1927 einen Abschluss in Theologie. Sie promovierte ebenfalls an der medizinischen Fakultät an der Yale University, wo sie wegen ihrer kleinen Statur und großen Leistungen „Pocket Minerva“ genannt wurde.

### Forschung und Lehre
An der Columbia University war sie maßgeblich am Aufbau der Beratungspsychiatrie beteiligt. Im Sommer 1925 forschte sie bei Anton Boisen (1876–1965), einem Mitbegründer des Clinical Pastoral Education Movement, im Worcester State Hospital. Während der Zeit am Union Theological Seminary erhielt sie ein Reisestipendium (Travelling Fellowship) für herausragende Studenten und nutzte diese Gelegenheit, um 1929 nach Europa zu reisen. Hier arbeitete sie am Allgemeinen und Psychiatrisch-Neurologischen Krankenhaus und der Klinik der Universität Wien bei Helene Deutsch und forschte an der Psychiatrischen Klinik Burghölzli in Zürich bei Carl Gustav Jung. Um mehr Wissen über die psychischen Aspekte von Heilung und Krankheit zu erlangen, besuchte sie Lourdes und eine Reihe anderer Wallfahrtsorte in Deutschland und Österreich, wo sie die Verhaltensweisen der Patienten beobachtete.
Von 1931 bis 1936 leitete sie den Gemischten Ausschuss für Religion und Medizin der New Yorker Akademie der Medizin. Von 1931 bis 1949 war sie am Columbia Presbyterian Hospital und an der Vanderbilt Clinic in New York City in Medizin und Psychiatrie tätig, während sie am College of Physicians and Surgeons der Columbia University unterrichtete. Zwischen 1942 und 1947 unterrichtete sie auch am New York Psychoanalytic Society & Institute. 
Am Columbia Presbyterian Hospital führte sie in den frühen 1930er Jahren eine Studie durch, die die Grundlage für ihre berufliche Laufbahn bilden sollte. Sie analysierte den familiären, sozialen und wirtschaftlichen Hintergrund von 1600 Patienten, sammelte Informationen über ihr aktuelles Lebensumfeld und zeichnete die Hauptmerkmale ihrer emotionalen Struktur auf. Ihr Nachweis der Bedeutung emotionaler Faktoren für den Krankheitsverlauf wurde zu ihrem wichtigsten Forschungsbeitrag im medizinischen und psychiatrischen Bereich.
In den 1930er Jahren, als die Theorien der dynamischen Psychotherapie, Psychoanalyse und der Beziehung zwischen Medizin und Psychiatrie in der Entwicklung waren, beschäftigte sie sich bereits mit der Psychosomatik. Sie gründete das Journal of Psychosomatic Medicine, bei dem sie von 1938 bis 1947 als Chefredakteurin fungierte, und war 1942 maßgeblich an der Gründung der American Psychosomatic Society beteiligt. Während ihres gesamten Berufslebens unterhielt sie eine psychiatrische Privatpraxis.
1932 heiratete sie Theodor Peter Wolfensberger (1902–1954), Professor für Psychiatrie an der Columbia University und in den USA als Theodore P. Wolfe bekannt. Nach der Scheidung 1939 heiratete sie 1940 ihren zweiten Ehemann, den Wirtschaftswissenschaftler und Herausgeber des Politikmagazins New Republic, George Henry Soule Jr., mit dem sie 1942 die Tochter Marcia Winslow Dunbar Soule bekam.
Dunbar ertrank in ihrem Schwimmbad wahrscheinlich in Folge eines Herzinfarktes in ihrem Haus in Connecticut an dem Tag im Jahr 1959, an dem sie gerade das erste Exemplar eines ihrer letzten Bücher Psychiatry in the medical specialties erhalten hatte.

## Veröffentlichungen (Auswahl)
- Symbolism in Medieval Thought and its Consummation in The Divine Comedy, Yale University Press, New Haven 1929.
- Emotions and Bodily Changes, Columbia University Press, New York 1935.
- Psychosomatic Diagnosis, P.B. Hoeber, Inc., New York 1943.
- Mind and Body: Psychosomatic Medicine, Random House, New York 1947.
  - dt.: Deine Seele, dein Körper. Psychosomatische Medizin. Aus dem Amerikanischen von der 7. Aufl. übersetzt von Günter Wagner. Westkulturverlag, Meisenheim/Glan 1951.
- Your Child’s Mind and Body; a Practical Guide for Parents, Random House, New York 1949.
- Psychiatry in the Medical Specialties, McGraw-Hill, New York 1959.